# Nicolas Marazzi
Nicolas Marazzi (13 de julio de 1981) es un futbolista profesional de Suiza que actualmente juega para Football Club Lausanne-Sport de la Superliga de Suiza.
Fue firmado por Yverdon-Sport FC el 3 de agosto de 2004 y se cambió a Football Club Lausanne-Sport en julio de 2008.

## Selección nacional
Ha sido internacional con la Selección de fútbol de Suiza Sub-21.

## Clubes
| Club               | País  | Año       |
| ------------------ | ----- | --------- |
| FC Sion            | Suiza | 1997-2004 |
| Yverdon-Sport      | Suiza | 2004-2008 |
| FC Lausanne Sports | Suiza | 2008-     |